# Гіссен (Нідерланди)
Гіссен (нід. Giessen) — село в нідерландській провінції Північний Брабант. Входить до муніципалітету Алтена.
Його площа — 5,46 км², а населення станом на 2021 рік становило 1645 осіб.
Перша згадка про населений пункт датується 1178 роком.
До 1973 року мало статус окремого муніципалітету.

## Галерея

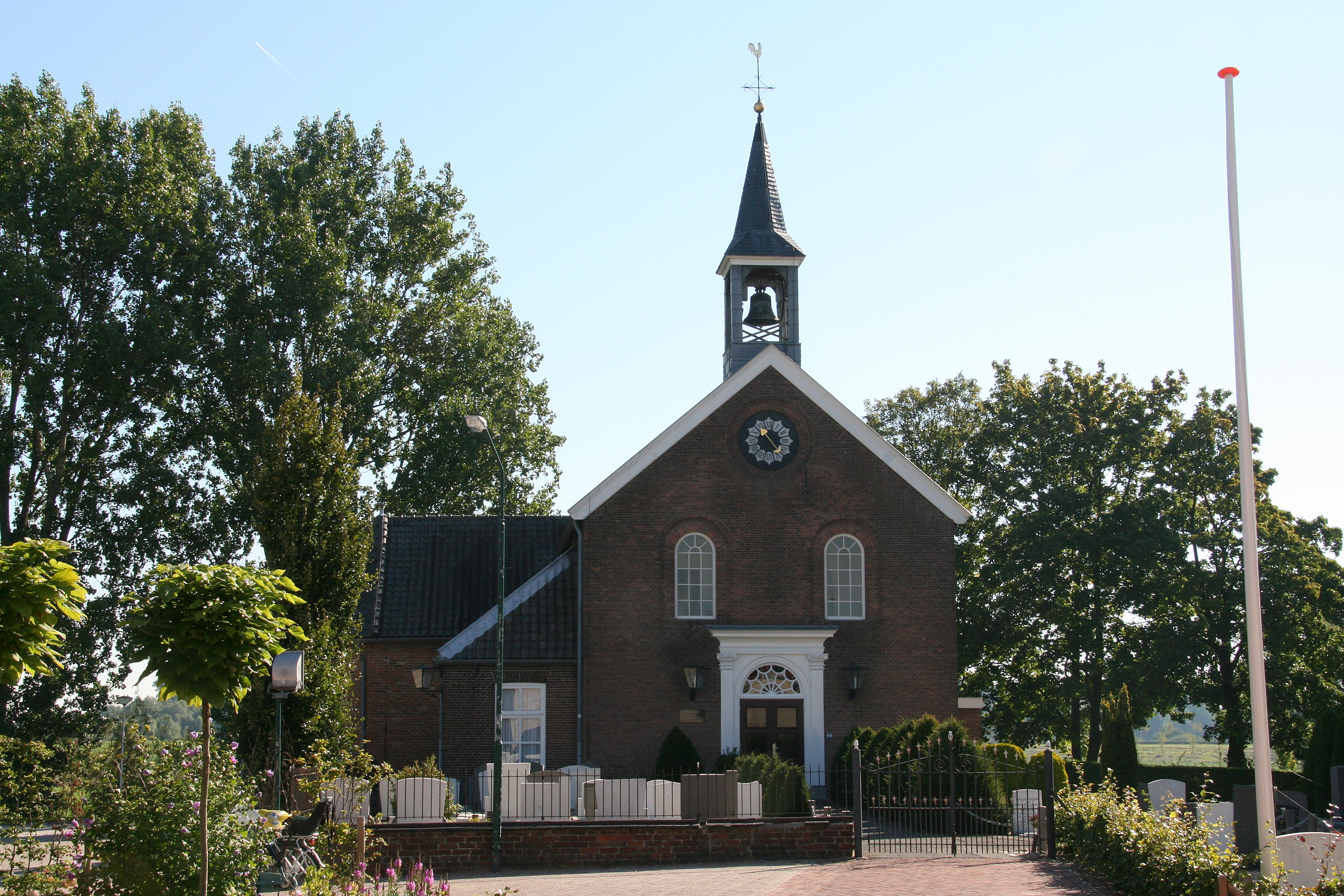
Реформістська церква
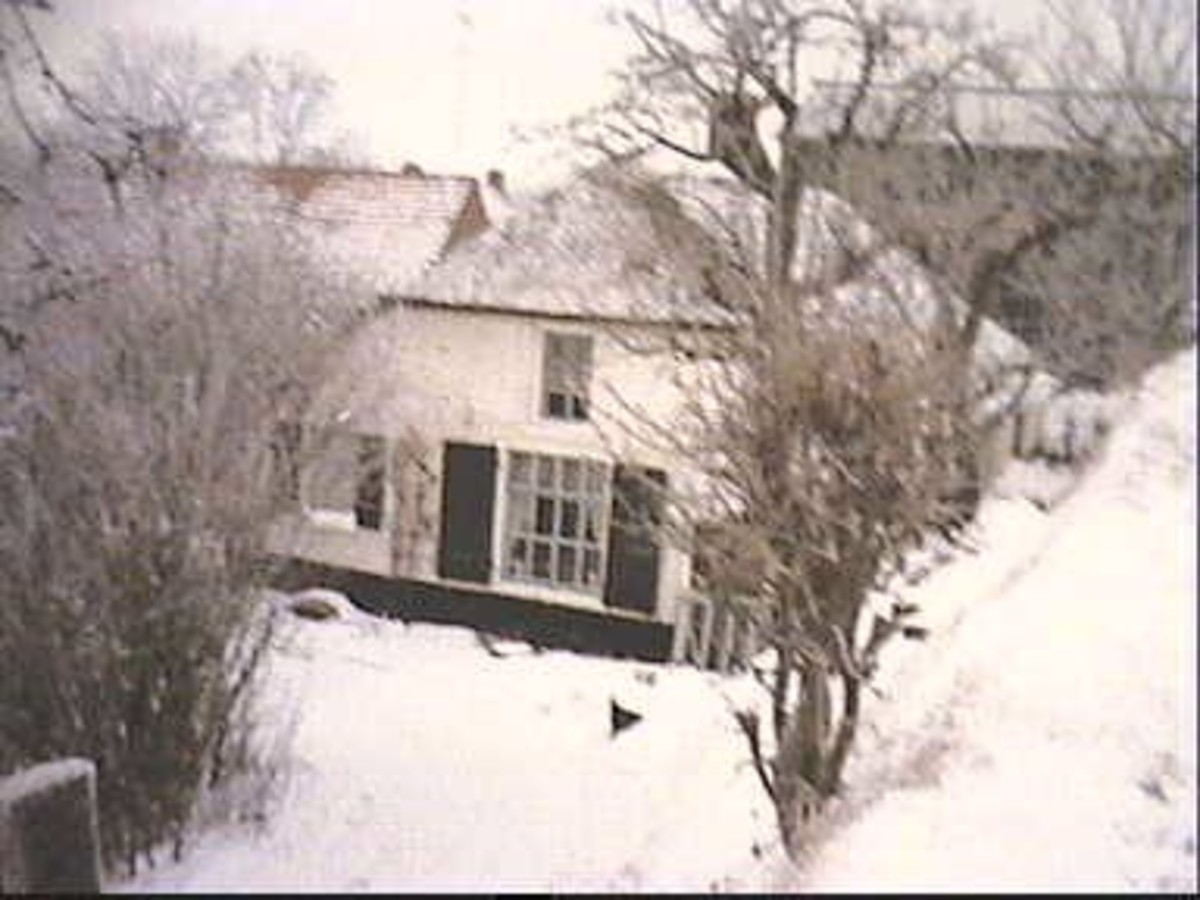
Ферма в Гіссені
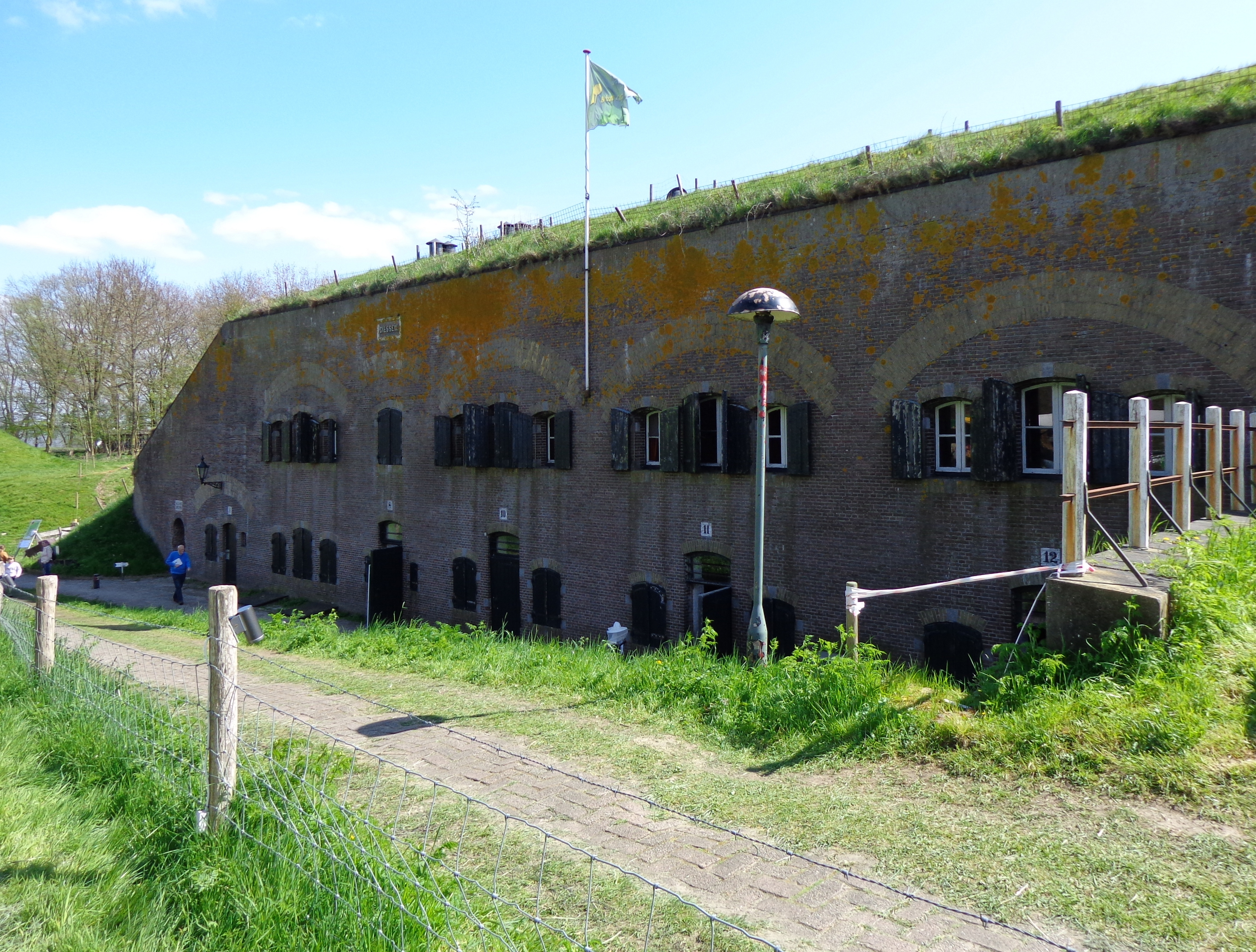
Форт Гіссен
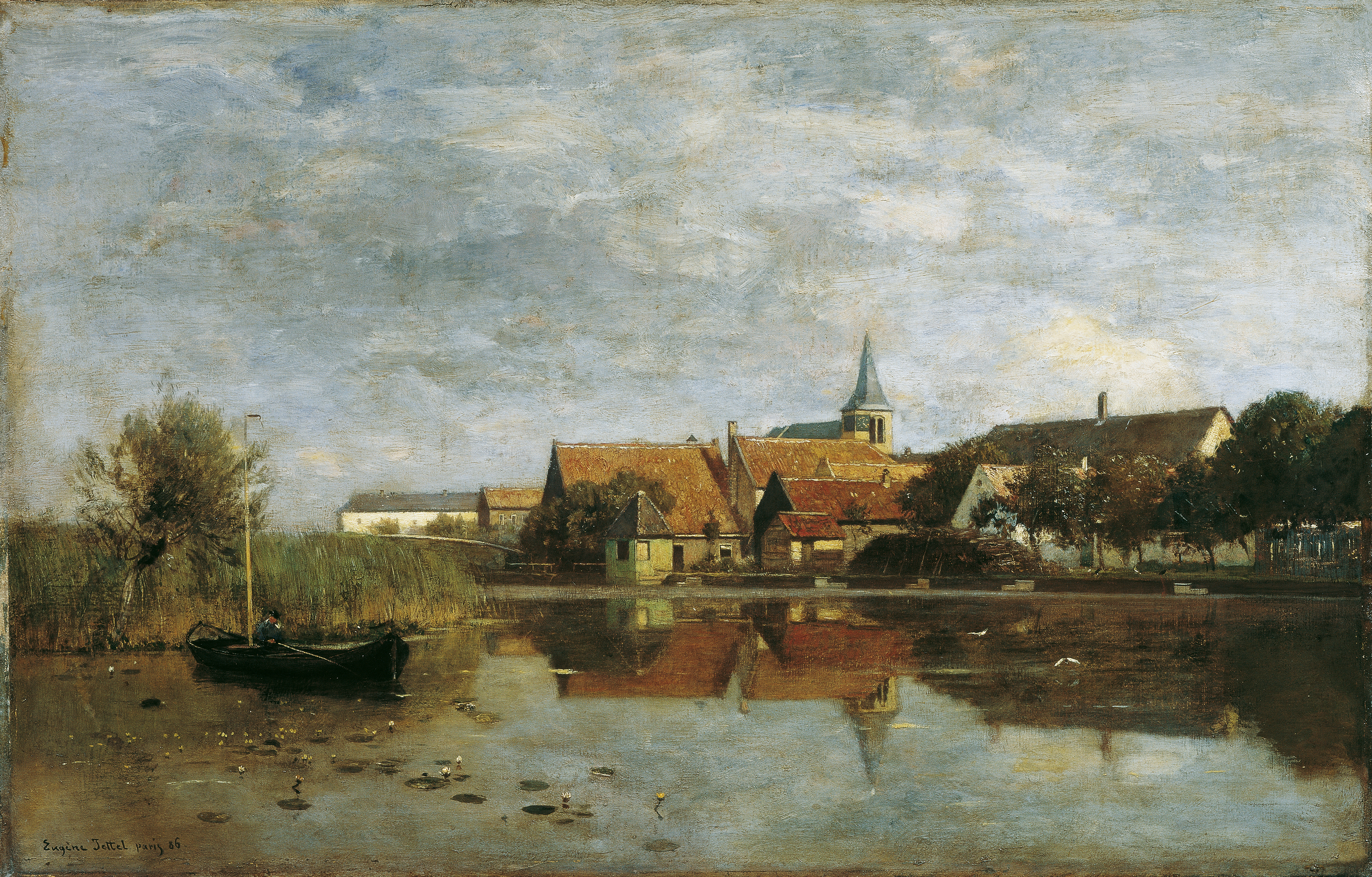
Зображення Гіссена (1886)